# Затвор – Бургас
Затвор – Бургас е затвор в град Бургас, България.
През 1938 година е построена основната му сграда в квартал „Акациите“, използвана и днес. По-късно към него са създадени няколко обособени затворнически общежития – „Житарово“ през 1958 година (от открит тип, в квартал „Ветрен“), „Строител“ през 1966 година (от открит тип, при основната сграда на затвора) и „Дебелт“ през 2017 година (от закрит тип, при село Дебелт).
Местното подразделение на Държавно предприятие „Фонд затворно дело“ експлоатира металообработвателен цех и 10 хектара овощни градини във Ветрен.